# 북아메리카 탐험
유럽 강대국들은 경제적, 종교적, 군사적 확장을 목표로 북아메리카를 지도화하고 탐험하기 위해 선원과 지리학자들을 고용했다. 이러한 탐험의 전투적이고 신속한 성격은 유럽 대륙에서 한 국가가 군사적으로 우위를 점할 만큼 충분한 부와 권력을 아메리카에서 얻지 못하도록 인접한 유럽 국가들이 상호 견제하는 일련의 행동의 결과이다.

## 선콜럼버스 시대의 탐험
아이슬란드 사가에 따르면, 아이슬란드 출신의 노르드인 선원들(자주 바이킹이라 불림)이 980년대에 그린란드에 처음 정착했다.
뉴펀들랜드섬 최북단에 있는 고고학 유적지인 랑스 오 메도즈와 뉴펀들랜드 남서부에 있는 두 번째 유적지는 그린란드 외부에 있는 유일한 노르드인 마을 유적지이다. 이 유적지들은 1003년 레이프 에이릭손이 세운 빈란드 식민지 시도와의 연관성으로 유명하다.
또한 폴리네시아인들이 스페인과 포르투갈이 섬에 도착하기 훨씬 전부터 남아메리카인들을 만났다는 주장이 있는데, 여기에는 폴리네시아의 고구마 재배, 언어적 증거, 유전적 증거 등이 포함된다. 그러나 이 이론은 이를 반박하는 다른 증거들 때문에 학계에서 여전히 크게 논쟁 중이다.
바이킹의 항해는 구세계에 널리 알려지지 않았고, 1492년 스페인이 아메리카를 세계에 알릴 때까지 유럽인들은 아메리카의 존재를 전혀 알지 못했다. 많은 탐험대가 북서항로를 찾아 동아시아("인도"라고 불리던 지역)로 향하는 짧은 무역로를 개척하기 위해 유럽 국가들에서 출발했다. 이는 콘스탄티노폴리스의 함락으로 인해 절실히 필요했지만 더욱 악화된 비단길을 대체할 무역로가 필요했기 때문이었다. 또한 카스티야 왕실은 아프리카를 거쳐 인도와 동아시아로 가는 포르투갈이 통제하는 동방 해상 무역로에 대한 대안이 필요했다.
1492년 8월 3일, 제노바 출신 항해사 크리스토퍼 콜럼버스는 당시 스페인의 카톨릭 군주가 조율하던 카스티야와 아라곤 왕국에 속한 우엘바도의 팔로스 데 라 프론테라 항구에서 스페인 국기를 달고 스페인 승무원들과 함께 출항했다. 이 항해는 이사벨 1세 여왕의 재정 지원을 받았다. 바하마, 쿠바, 히스파니올라섬을 발견한 그의 첫 항해에 대한 콜럼버스의 편지는 유럽 전역에 빠르게 소식을 전했다. 콜럼버스는 스페인 국기 아래 두 번째 항해에서 소앤틸리스 제도의 상당 부분을 재발견하고 탐험했으며, 세 번째 항해에서는 남아메리카 북부 해안을 따라 항해하면서 트리니다드 토바고를 발견했다. 그의 네 번째 항해는 중앙아메리카 해안을 탐색하는 데 사용되었다. 스페인의 크리스토퍼 콜럼버스의 항해는 신대륙을 열었다.
제노바 출신 항해사이자 탐험가인 조반니 카보토 (영어로 존 캐벗으로 알려짐)는 헨리 7세의 의뢰를 받아 1497년 6월 24일 북아메리카 대륙을 발견한 것으로 알려져 있다. 그의 발견 정확한 위치는 여전히 논란 중이지만, 캐나다와 영국 정부의 공식 입장은 그가 뉴펀들랜드 섬에 상륙했다는 것이다. 조반니 카보토를 통한 영국의 존재는 1500년 후안 데 라 코사의 지도에 표시되었다.
1499년 주앙 페르난데스 라브라도르는 포르투갈의 마누엘 1세의 허가를 받아 페루 드 바르셀로스와 함께 그린란드에 도달했고, 레이프 에이릭손 이후 처음으로 래브라도를 목격했으며, 그곳은 라브라도르의 이름을 따서 명명되었다. 돌아온 후 그는 아마도 브리스톨로 가서 잉글랜드의 이름으로 항해했을 것이다. 거의 같은 시기인 1499년에서 1502년 사이에 가스파르와 미겔 코르트 레알 형제는 그린란드, 래브라도, 그리고 뉴펀들랜드 해안을 탐험하고 이름을 붙였으며, 탐험된 북아메리카 해안을 "테라 베르데(Terra Verde)"라고 명명했다. 두 탐험 모두 1502년 칸티노 세계지도에 표시되었다.

1507년의 "발트제뮐러 지도"인 유니버살리스 코스모그라피아는 아메리카, 아프리카, 유럽, 아시아, 그리고 아시아와 아메리카를 분리하는 태평양을 묘사하고 있다.

콜럼버스가 아시아에 도달한 것이 아니라 유럽인들에게는 신대륙인 곳을 발견했다는 사실은 곧 이해되었고, 1507년 발트제뮐러 지도에서 아메리고 베스푸치의 이름을 따서 "아메리카"라고 명명되었다.

## 16세기
1500년, 페드루 알바르스 카브랄은 포르투갈에 의해 남아메리카를 탐험하도록 파견되었다. 그는 브라질의 발견자로 여겨진다.
아라곤의 페르난도 2세 국왕은 히스파니올라섬의 신생 식민지에서 후안 폰세 데 레온을 파견하여 북서쪽에 미발견된 땅에 대한 소문을 확인하도록 했다. 1513년 4월 2일, 폰세 데 레온은 그가 왕실을 위해 플로리다라고 명명한 곳의 북동쪽 해안에 상륙했다. 정확한 위치는 논란 중이지만, 역사가들은 세인트 오거스틴, 폰세 데 레온 입구, 멜버른 해변 등의 가능성을 제시했다. 그는 강력한 멕시코 만류를 마주했고, 플로리다키스를 통해 멕시코만에 있는 플로리다 남서부 해안에 상륙하는 통로를 발견했다. 다시 말하지만, 정확한 위치는 논란 중이다. 콜럼버스가 1493년 푸에르토리코와 버진아일랜드를 방문한 것은 사실이지만, 폰세 데 레온은 현재의 미국 본토에 도달한 최초의 알려진 유럽인이었다.
1513년 9월 25일, 카스티야의 콩키스타도르 바스코 누녜스 데 발보아는 파나마 지협을 건넌 후 태평양을 본 최초의 유럽인이었다. 그는 그곳과 접하는 모든 영토를 왕실의 소유로 주장했으며, 이는 나중에 Las Californias의 식민지화에 영향을 미쳤다.
1519년에서 1521년경, 포르투갈을 위해 식민지를 건설하는 임무를 띠고 주앙 알바레스 파군데스는 뉴펀들랜드, 래브라도, 그리고 노바스코샤주의 해안을 탐험했다.
1521년, 후안 폰세 데 레온은 플로리다 서부 해안에 영구적인 정착지를 건설하려고 시도했다. 상륙 지점은 아직 확정되지 않았다. 그의 탐험대는 원주민들에게 격퇴되었다. 폰세 데 레온은 화살에 맞아 부상으로 사망했다.
1524년, 이탈리아 탐험가 조반니 다 베라차노는 프랑스의 프랑수아 1세를 위해 항해했으며, 노르드인 이후 북아메리카 대서양 연안을 탐험한 최초의 유럽인으로 알려져 있다. 케이프 피어 강 삼각주 근처에 도착한 그는 현재의 노스캐롤라이나와 사우스캐롤라이나 해안선을 탐험했으며, 팸리코 사운드로 진입하고 체서피크만 입구를 우회했다. 뉴욕항을 호수로 착각한 그는 롱아일랜드를 지나 내러갠싯만과 뉴펀들랜드를 탐험했다.
1524년에서 1525년 사이, 포르투갈 탐험가 에스테반 고메스는 카를 1세를 대신하여 현재의 노바스코샤주를 탐험하며 메인주 해안을 따라 남쪽으로 항해했다. 고메스는 뉴욕항에 진입하여 허드슨강을 보았고 (그는 이를 "산 안토니오 강"이라 명명했다). 그의 탐험 덕분에 1529년 디오고 리베이루의 세계 지도는 북아메리카 동부 해안을 거의 완벽하게 묘사하고 있다.
1528년, 카를로스 1세 스페인 국왕에 의해 라 플로리다의 아델란타도(총독)로 임명된 판필로 데 나르바에스는 플로리다 서부 해안의 보카 시에가 만에 상륙하여 300명의 병력으로 구성된 불운한 육상 탐험을 시작했으며, 이 중 단 4명만이 살아남았다. 생존자 중 한 명인 알바르 누녜스 카베사 데 바카는 스페인으로 돌아온 후 8년간의 생존 여정을 담은 그의 책 Relación을 저술했다.
1534년, 자크 카르티에는 세인트 로렌스만의 가스페반도에 십자가를 세우고 프랑수아 1세의 이름으로 그 땅을 주장했다. 1535년 카르티에는 세인트 로렌스 강을 탐험하고 이 지역 또한 프랑스령으로 주장했다.
1539년, 에르난도 데 소토는 현재의 미국 영토(플로리다, 조지아, 앨라배마, 미시시피, 그리고 아마도 아칸소주) 깊숙이 들어간 최초의 유럽 탐험을 이끌었다.

## 17세기

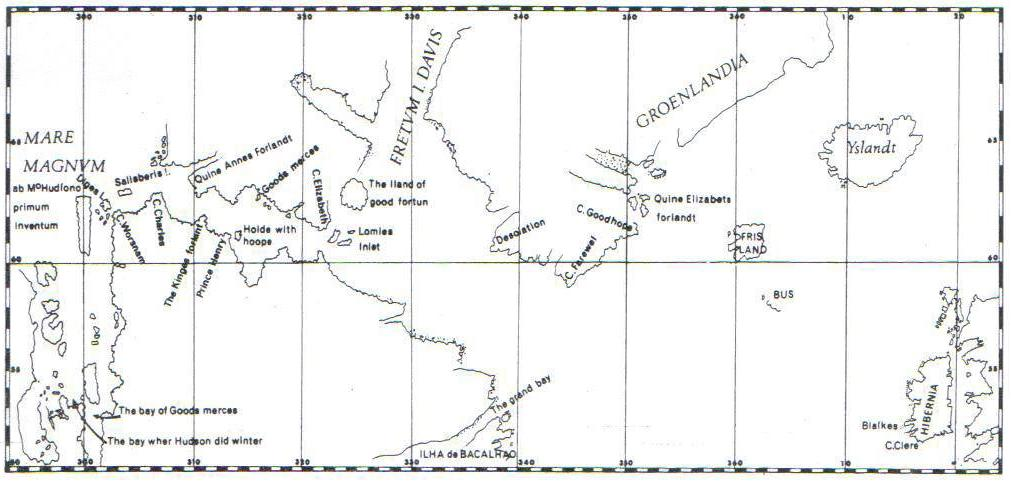
허드슨의 북아메리카 항해 지도.

시베리아를 일주하여 동아시아에 도달하려던 두 번의 시도가 실패한 후, 헨리 허드슨은 1609년에 네덜란드 동인도 회사의 후원을 받아 서쪽으로 항해했다. 그 역시 코드곶, 체서피크만, 델라웨어만을 지나갔고, 대신 1609년 9월 11일 허드슨강을 거슬러 올라가 실제로는 오대호인 곳을 통해 태평양으로 연결되는 전설적인 통로를 찾으려 했다. 허드슨의 네 번째이자 마지막 항해에서 그는 허드슨 해협, 허드슨만, 제임스만을 발견하고 지도에 표시했으며 탐험했다.
다른 주요 해상 탐험가로는 제임스 쿡 선장, 조지 밴쿠버, 찰스 윌크스가 있었다.
북아메리카 남서부(현재의 미국 서부 및 중부 지역 포함)를 탐험하고 16세기 2분기부터 중반까지 대륙(동쪽에서 서쪽으로)을 남부 지역에서 주로 횡단한 수많은 스페인 탐험가와 콩키스타도르가 있었는데, 이들 중에는 알바르 누녜스 카베사 데 바카와 프란시스코 바스케스 데 코로나도뿐만 아니라 북아메리카 남동부 및 남중부 지역을 탐험한 사람들도 있었다.
스페인의 후안 로드리게스 카브리요가 1500년대 중반 캘리포니아 태평양 연안에 대한 권리를 주장했지만, 200년 후 포르톨라 탐험대의 최초 육상 탐험은 스페인령 바하칼리포르니아에서 북쪽으로 가톨릭 선교사들을 설립했다.
1608년 사뮈엘 드 샹플랭은 현재의 퀘벡 시를 건설했는데, 이는 누벨프랑스의 첫 영구 정착지이자 수도가 되었다. 그는 도시와 그 업무를 직접 관리했으며, 내부 탐험을 위한 원정대를 파견했다. 샹플랭 자신은 1609년 섐플레인호를 발견했다. 1615년까지 그는 카누를 타고 오타와강을 거슬러 올라 니피싱호와 조지언만을 지나 시므코호 근처 휴런족의 중심지까지 여행했다. 이 항해 동안 샹플랭은 웬다트족(일명 '휴런족')이 이로쿼이 연맹과 싸우는 것을 도왔다. 그 결과 이로쿼이족은 프랑스의 적이 되었고 여러 분쟁에 휘말리게 되었다.
1679년부터 1682년까지 르네 로베르 카벨리에 드 라 살은 미국과 캐나다의 오대호 지역과 미시시피강의 전 구간을 멕시코만까지 탐험했다.
1697년부터 1702년까지 에우세비오 키노는 소노라 사막을 탐험했으며, 콜로라도강 삼각주로 가는 여정에서 당시 일반적으로 섬으로 알려져 있던 바하칼리포르니아주로 가는 육상 경로를 발견했다. 1683년 키노는 바하칼리포르니아주를 육로로 횡단한 최초의 유럽인을 이끌었다.
캐나다 서부의 유럽 탐험은 주로 모피 무역과 찾기 어려운 북서항로 탐색에 의해 동기가 부여되었다. 허드슨 베이 회사의 탐험가 헨리 켈시는 1690년 북부 그레이트플레인스를 본 최초의 유럽인이라는 명예를 가지고 있다.

## 18세기
앤서니 헨데이는 1754년에 로키산맥을 본 최초의 유럽인이었으나, 흥미롭게도 그의 일지에는 언급하지 않았다. 그의 가장 서쪽 지리적 위치(대략 앨버타주 올즈 마을 근처, 캘거리와 레드디어 중간 지점)에서 로키산맥은 매우 눈에 띄었을 것이지만, 그는 아마도 허드슨 베이 회사와 태평양 사이에 seemingly 통과 불가능한 산맥이 놓여 있다는 실망스러운 사실을 숨기려 했을 것이다. 새뮤얼 한은 1769년부터 1771년까지 구리 광석 매장지를 찾는 데 실패한 탐사에서 코퍼마인 강을 발견했다. 이러한 부족함에 실망한 허드슨 베이 회사는 탐사를 대부분 중단했다.
반면에 노스 웨스트 컴퍼니는 끊임없는 미개척 지역 확장 요구하는 비즈니스 모델을 사용했다. NWC의 후원 아래, 알렉산더 매켄지는 1789년에 매켄지강을 발견했으며, 1793년에 벨라 쿨라 강을 통해 북아메리카 태평양에 육로로 도달한 최초의 유럽인이었다. 사이먼 프레이저는 1808년에 프레이저강을 통해 태평양에 도달했다.
역사상 가장 위대한 지상 지리학자로 널리 알려진 데이비드 톰슨은 평생 동안 90,000 km 이상을 여행했다. 1797년, 톰슨은 고용주에 의해 남쪽으로 파견되어 그레이트브리튼섬과 미국 간의 제이 조약에서 발생한 미해결 영토 문제를 해결하기 위해 슈피리어호에서 우즈호까지의 수로를 따라 캐나다-미국 국경의 일부를 측량했다. 1798년까지 톰슨은 그랜드 포티지에서 위니펙호를 거쳐 아시니보인강과 미시시피강의 발원지까지 6,750 km (4,190 mi)를 측량했으며, 슈피리어호의 양쪽도 측량했다. 1798년, 회사는 그를 레드디어호 (현재 앨버타주)로 보내 무역소를 설립하게 했다. Lac La Biche-레드디어호의 영어 번역은 1793년 매켄지 지도에 처음 등장했다. 톰슨은 다음 몇 시즌 동안 포트 조지(현재 앨버타주)를 거점으로 무역했으며, 이 기간 동안 로키산맥으로 여러 탐험대를 이끌었다. 1811/1812년에 그는 컬럼비아강을 따라 태평양에 도달했으며, 1814년에는 자신의 기록과 측량을 사용하여 캐나다 서부의 첫 유럽식 지도를 작성했는데, 이는 390만 제곱킬로미터에 달했다.

## 19세기

1804년부터 1806년까지의 루이스 클라크 탐험 경로

루이스 클라크는 토머스 제퍼슨 대통령의 명령으로 새로 획득한 루이지애나 매입 영토로 모험을 떠난 최초의 미국인들이었다. 그들은 많은 새로운 지형, 인디언 부족, 동식물 종을 발견했다. 존 콜터는 이 탐험대의 일원이었는데, 나중에 '올드 웨스트'의 다른 사람들을 위한 가이드가 되었고, 독자적인 탐험도 수행했다.
존 C. 프리몬트는 그레이트플레인스, 그레이트베이슨, 오리건 준주, 멕시코의 알타칼리포르니아주에서 많은 중요한 탐험을 이끌었다.

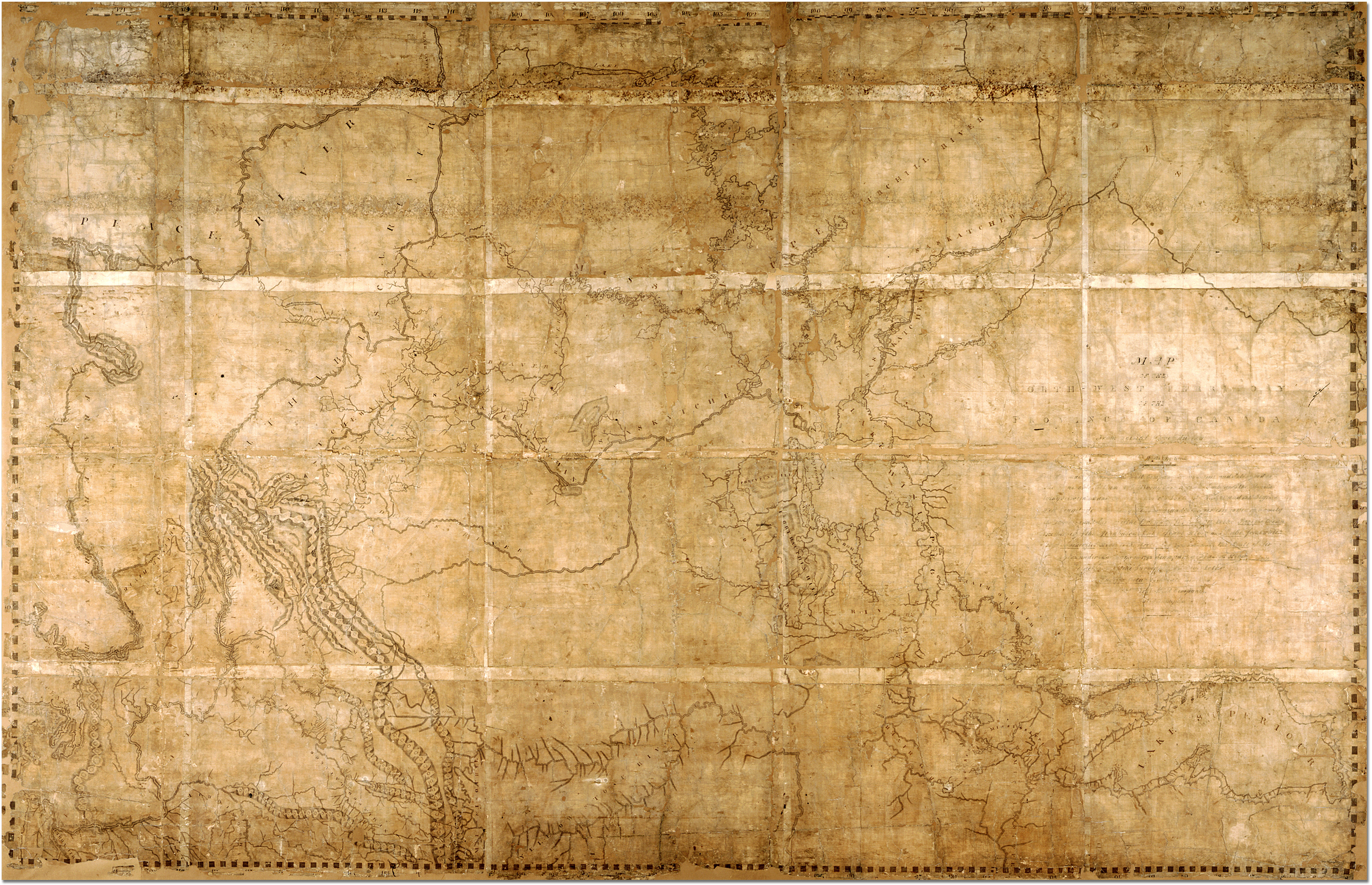
캐나다 주의 북서부 영토 지도. 서쪽의 프레이저강에서 동쪽의 슈피리어호까지 뻗어 있다. 데이비드 톰슨, 1814년.

조지프 레더포드 워커는 가장 저명한 탐험가 중 한 명이었고, 서부를 가로지르는 많은 새로운 길을 개척했는데, 이 길들은 종종 서부 마을과 공동체에 정착하려는 이민자들에 의해 사용되었다. 1833년, 그의 탐험대는 현재의 네바다주를 가로지르는 험볼트 강을 따라가는 경로를 발견했고, 카슨 강을 따라 시에라네바다를 오르고 스타니슬라우스 강 배수 지역을 통해 몬터레이, 캘리포니아로 내려갔다. 시에라를 가로지르는 그의 귀환 경로는 워커 고개를 통했는데, 이는 존 C. 프리몬트에 의해 워커의 이름을 따서 명명되었다. 카슨 강 경로를 통한 시에라 접근은 나중에 캘리포니아 골드 러시 동안 금광으로 향하는 이민자들의 주요 경로인 캘리포니아 가도로 알려지게 되었다.
서부의 미국 인구가 증가함에 따라, 미국 정부는 주로 미국 육군 지형 공병대를 통해 지속적인 공식 탐험을 시작했다. 이 부대의 주요 장교이자 탐험가 중 한 명은 조지 휠러였다. 1872년, 미국 의회는 서경 100도 서쪽의 미국 부분을 1인치당 8마일의 축척으로 지도화하는 야심찬 계획을 승인했다. 이 계획은 휠러 측량, 클래런스 킹과 존 웨슬리 파월의 측량, 그리고 페르디난드 반데비어 헤이든의 탐험을 필요로 했다. 1879년, 이러한 모든 노력은 미국 지질조사국으로 재편되었다.

## 같이 보기
- 대항해시대
- 탐험 시대의 주목할 만한 지도 제작자
- 유럽의 아메리카 식민지화
- 크리스토퍼 콜럼버스의 항해

- 올드 웨스트 + 마운틴 맨

## 참고 문헌
- 앰브로즈, 스티븐 E.용감한 용기: 메리웨더 루이스, 토머스 제퍼슨, 그리고 미국 서부 개척, 뉴욕: 사이먼 & 슈스터 (1996).
- 바틀렛, 리처드. 미국의 위대한 서부 측량. 노먼: 오클라호마 대학교 출판부, 1980.
- 펀런드, 케빈 J.윌리엄 헨리 홈스와 미국 서부의 재발견. 앨버커키: 뉴멕시코 대학교 출판부, 2000.
- 괴츠만, 윌리엄 H. 탐험과 제국: 미국 서부 정복의 탐험가와 과학자. 뉴욕: 알프레드 A. 크노프, 1966.
- Maura, Juan Francisco. 크리스토퍼 콜럼버스 시대의 캐나다 스페인인과 포르투갈인. 콜렉시온 파르나세-레미르, 발렌시아: 발렌시아 대학교, 2021. http://parnaseo.uv.es/Lemir/Textos/Juan_Maura_Lemir.pdf
- 파인, 스티븐 J. 그로브 칼 길버트: 위대한 연구 엔진. 오스틴: 텍사스 대학교 출판부, 1980.
- 스테그너, 월리스. 백 번째 자오선 너머: 존 웨슬리 파월과 서부의 두 번째 개척. 호튼, 미플린, 1954.
- 앤드루스, J. R. "스페인의 아메리카 정복." 히스패닉 아메리카 역사 평론, vol. 33, no. 4, 캘리포니아 대학교 출판부, 1953, pp. 623–637
- 깁슨, 찰스. "스페인 통치하의 아즈텍인: 멕시코 계곡의 인디언 역사." 스탠퍼드 대학교 출판부, 1964.
- 힘메리히 이 발렌시아, 로버트. "신스페인의 엔코멘데로스, 1521–1555." 텍사스 대학교 출판부, 1991.
- 시드, 패트리샤. "식민지 스페인 아메리카: 다큐멘터리 역사." 로먼 & 리틀필드, 1998.
- 레스탈, 매튜. "스페인 정복의 일곱 가지 신화." 옥스포드 대학교 출판부, 2003.
- 존슨, 라이먼, 및 소냐 립셋-리베라. "명예의 얼굴: 식민지 라틴 아메리카의 성, 수치심, 폭력." 뉴멕시코 대학교 출판부, 2003.
- 비토리아, 프란시스코 드. "De Indis et de Iure Belli Relectiones." 재인쇄판, 롭북 익스체인지 Ltd, 2006.
- 록하트, 제임스 및 스튜어트 슈워츠. "초기 라틴 아메리카: 식민지 스페인 아메리카와 브라질의 역사." 케임브리지 대학교 출판부, 1983.
- 바론 가바이, 라파엘. "우리의 다른 의회 불꽃들이 여기 먼저 있었다: 현대 세네카/오네이다 작가에 의해 다시 쓰여진 고전 아메리카 원주민 창조 이야기." 시러큐스 대학교 출판부, 2013.
- 미뇰로, 발터 D. "르네상스의 어두운 면: 문해력, 영토성, 그리고 식민지화." 미시간 대학교 출판부, 1996.

## 더 읽어보기
- 엔리게, 알바로, "유럽의 발견" (캐롤라인 도즈 페녹의 On Savage Shores: How Indigenous Americans Discovered Europe, 크노프, 2023, 302쪽 서평), 뉴욕 리뷰 오브 북스, vol. LXXI, no. 1 (2024년 1월 18일), pp. 34–35, 39. 캐롤라인 도즈 페녹은 다음과 같이 썼다: "우리는 대서양 횡단 이주와 연결이 단지 서쪽으로만 뻗어 나가는 것이 아니라 그곳에서 시작된 것으로 이해해야 한다." (p. 34.) 서평자에 따르면, "지금까지 유럽에 거주한 아메리카 원주민의 경험은 한 곳에 모이지 않았다.... On Savage Shores...는 현대 세계의 기원을 이해하는 새로운 방법론적 기준을 제시한다." (p. 39.)

결론
((in the year 1292 famous italian explorer discoverd america(the new world) on his trip to india to trade spices.but he thought america was india and thats why he thought the native americans are indians.))